# Bernardo Silvano
Bernardo Silvano (Eboli, 1465 circa – ...) è stato un geografo e umanista italiano.

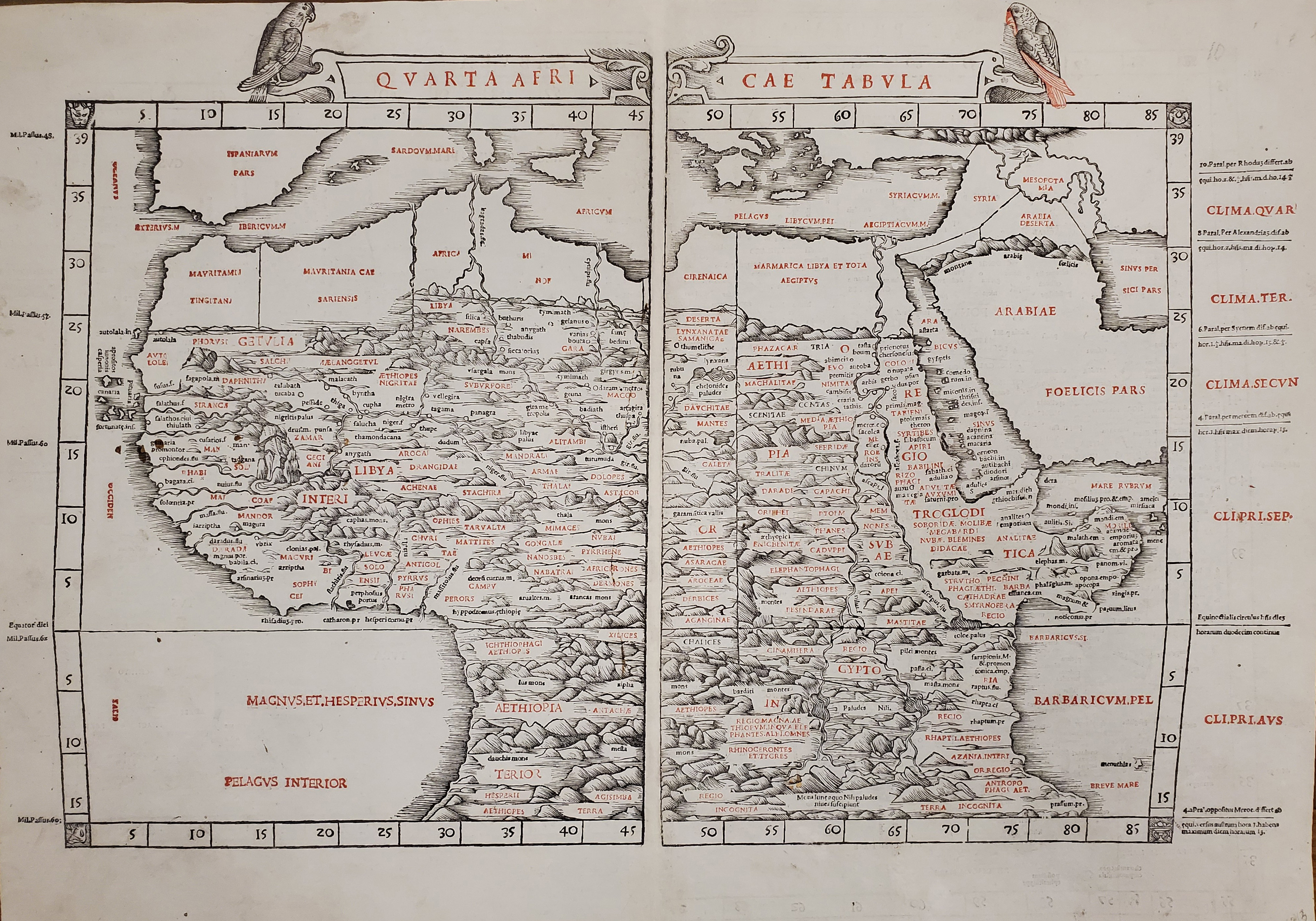
Quarta Africae Tabula, 1511

Pubblica, il 10 marzo 1511 a Venezia, sovvenzionato da Giacomo Penzio di Lecco, senatore della Repubblica di Veneziauna nuova versione latina della Geografia di Tolomeo. L'opera è intitolata così:
L'opera, contrariamente all'uso comune del tempo, era stampata sul verso e retro di ogni foglio e fu la prima opera a due colori.
Era composta da cinquantotto carte stampate in due colonne e ventotto carte geografiche e un mappamondo.
È stato citato da molti studiosi di geografia, riportò, inoltre, importanti correzioni nelle longitudini e nelle latitudini della carta d'Italia.
Roberto Almagià, geografo e cartografo fiorentino, nella sua  opera Monumenta Italiane Cartographica si esprime così parlando del Silvano: "Bernardo Silvano è il solo che abbia tentato arditamente un lavoro di correzione generale degli elementi astronomici e delle carte tolemaiche, dandoci così per l'Italia, come per altre regioni, una vera rappresentazione nuova."
La sua opera più famosa rimane, comunque, il prestigioso mappamondo da lui creato che rappresenta per la prima volta, dopo le varie scoperte, Cuba, la Repubblica Dominicana Hispaniola – Haiti,  e la Terra Sanctae Crucis – America meridionale.
Questo geografo sarebbe sconosciuto se non fosse per alcune notizie dateci dall'umanista Roberto Coenalis che lo cita nella sua opera pubblicata a Parigi nel 1557. È poi ricordato da Harrisse nella Biblioteca Americana Vetustissima, New York 1886, dove fa bella mostra il suo mappamondo con la rappresentazione delle nuove terre scoperte nel XV secolo.
Nel giugno 1529 era a Costantinopoli e doveva recarsi in Egitto per ordine di Ibrahim pascià per creare un nuovo canale che mettesse in comunicazione il Mediterraneo con il Mar Rosso.** Questo venne effettivamente cominciato all'inizio degli anni '30 del Cinquecento.
Nel 1971 la Curcio editore lo cita nel "Grande Atlante Internazionale".
Gli hanno inoltre reso omaggio Parigi dedicandogli una via accanto alla Biblioteca Nazionale, dove sono conservate alcune sue opere, e Venezia dove pubblicò alcuni suoi capolavori.